# Sejalni plod
Sejalni plod (lat. fructus dehiscentes) je plod za katerega je značilno, da se ob zrelosti odpira in semena se iztresejo. Za sejalne plodove je značilno, da se njihov perikarp prej ali slej posuši in pri tem nastanejo napetosti, ki povzročijo odpiranje perikarpa, pri čemer se iztrosijo. Izjema je omesenel perikarp, npr sočne glavice nedotike.
- Sočni sejalni plodovi so sočne glavice: trdoleska (Euonymus), nedotika (Impatiens)
- Suhi sejalni plodovi mešički imajo razvite posebne mehanizme, s katerimi se odprejo in sprostijo semena. Odpirajo se po trebušnem šivu, po stičišču robov plodnega lista. Stroki pri stročnicah se odpirajo tudi po hrbtnem šivu. Glavice se odpirajo z luknjicami na pokrovčkih, s porami, z vzdolžnimi razpokami ali z zobci.[3]